# Soucron arenarium
Soucron arenarium là một loài nhện trong họ Linyphiidae.
Loài này thuộc chi Soucron. Soucron arenarium được James Henry Emerton miêu tả năm 1925.